# Bertya rosmarinifolia
Bertya rosmarinifolia är en törelväxtart som beskrevs av Jules Émile Planchon. Bertya rosmarinifolia ingår i släktet Bertya och familjen törelväxter. Inga underarter finns listade i Catalogue of Life.